# Echo (televisieprogramma)
Echo was een Vlaams humaninterestprogramma dat van 1961 tot 1973 op TV1 werd uitgezonden.
Het was de voorloper van programma's als Terloops, Afrit 9 en Man bijt hond.

## Concept
In 1961 kreeg Jan Vanderstraeten de opdracht een wekelijks programma te wijden aan nieuwtjes die niet belangrijk genoeg waren om in het Journaal belicht te worden. Twaalf jaar lang interviewden de reporters gewone Vlamingen in dorp en straat en registreerden zij allerlei tradities en activiteiten, zoals festivals en processies. Daarnaast hadden ze ook aandacht voor luchtige interviews met bekende mediafiguren, zoals Godfried Bomans, Jacques Brel of Eddy Wally.
De vaste reporters waren Jan Vanderstraeten, Bob Van Bael, Jan Van Rompaey, Miel Louw, Fred Janssen, Ro Burms en Lambert Jageneau. De montage werd verzorgd door Rudi Reusens, de sonorisatie door Pieter Verlinden en de regie-assistentie door Lieve Van Lierde. Van 1961 tot 1973 werden er zo'n 8.400 minireportages gemaakt.
Het programma was erg populair en werd vaak bekroond. Zo won het onder meer de Prijs van de TV-Kritiek, de TV-Oscar en de Bert Leysen-prijs. Daarnaast was er ook kritiek. Men verweet de makers weleens dat ze "de kleine man belachelijk maakten". Van Rompaey verdedigde zich met de woorden dat ze enkel de realiteit registreerden: "Elke week ontdekten onze cameraploegen wel een zonderlinge figuur: een politieman die het verkeer regelde in een volstrekt lege vlakte, een marktkramer die zijn kraam met duizenden dassen opstelde in het besneeuwde Zoniënwoud, een man die gitaar speelde met zijn neus,... Zelden of nooit deden die mensen achteraf hun beklag. Het tegendeel was waar: in de meeste gevallen glom de geïnterviewde van tevredenheid."

## De ladderdragers
Bij wijze van running gag dook er in Echo geregeld een tweeling (Herwig Sterckx en Frank Sterckx) met een ladder op. Ze wandelden altijd gewoon voorbij op de achtergrond en verder werd er geen aandacht aan hen besteed. De programmamakers gaven nooit enige verklaring, waardoor het duo vanzelfsprekend begon te intrigeren.

## Bekende fragmenten
Het bekendste fragment uit Echo is een aflevering uit november 1965 rond vier stadsarbeiders op de Grote Markt van Aarschot, die op hun dooie gemak een kasseiweg aanlegden. Cameraman Charlie Laureys registreerde het minutenlange gelanterfant om amper één kassei uit de grond te halen. Achteraf monteerde Pieter Verlinden Louis Neefs' lied Wat 'n leven op de beelden, met de tekst "Als ik ooit eens vijf minuten tijd heb". Deze scène is klassiek geworden en al vaak herhaald geweest op televisie. De gemeente Aarschot verhief de hele televisieploeg later tot de "Orde van de Kasseistampers". Op 28 mei 2000 werd er in de stad ook een monument ter ere van de kasseistampers opgericht.
In 1970 hield Jan Van Rompaey voor Echo een legendarisch geworden interview met de Franse komiek Fernandel, die toen een bezoek bracht aan België. Toen Van Rompaey hem vroeg of hij zich "thuis voelde bij ons" ("Est-ce que vous vous sentez chez vous, chez nous?"), pikte Fernandel hier onmiddellijk op in en bouwde ter plaatse, samen met Van Rompaey, een geïmproviseerde sketch rond de verwarring tussen chez nous, chez vous, chez moi en chez toi.

## In populaire cultuur
- Verschillende locaties in Vlaanderen zijn naar Echo vernoemd. Zo bevindt er zich sinds 1970 in Appels een Echostraat en staat er sinds 1972 in Oudegem een Echo-monument. In 2013 werd in Aarschot de Echostraat officieel ingehuldigd.[1][2]
- In het archiefprogramma Gisteren Gekeken? (1995-1996) was doorheen de ganse de intro twee man met een ladder te zien, als verwijzing naar Echo.